# هرم بال
هرم بال (به انگلیسی: Ball's Pyramid) یک جزیره و آتشفشان سپری در استرالیا است که در استرالیا واقع شده‌است. هرم بال ۵۶۲ متر بالاتر از سطح دریا واقع شده‌است. نام جزیره از نام ناوْسَروان نیروی دریایی پادشاهی بریتانیا، هِنری لیجبِرد بال گرفته شده است.